# 타나강붉은콜로부스

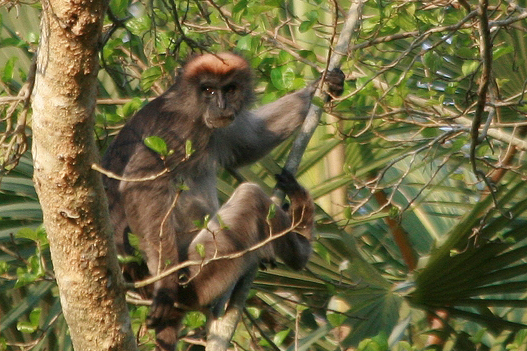

타나강붉은콜로부스(Procolobus rufomitratus) 또는 동부붉은콜로부스는 긴꼬리원숭이과에 속하는 영장류의 일종이다. 멸종될 위험에 놓여 있다. 케냐 남동부의 타나 강을 따라 띠 모양으로 자란 숲에서 서식한다. 이전에는 모든 붉은콜로부스 종과 같이, 널리 분포하는 서부붉은콜로부스(P. badius)의 아종의 하나로 간주되었다.

## 계통 분류
다음은 붉은콜로부스의 계통 분류이다.
|  | 프로이스붉은콜로부스 |
|  |                      |
|  | 페넌트콜로부스       |
|  |                      |

|  | 로마미붉은콜로부스          |
|  |                             |
|  | 오스탈렛붉은콜로부스 (서부) |
|  |                             |

|  | 오스탈렛붉은콜로부스 (동부) |
|  |                             |
|  | 중부아프리카붉은콜로부스    |
|  |                             |
|  | 우간다붉은콜로부스          |
|  |                             |
|  | 타나강붉은콜로부스          |
|  |                             |

|  | 우드중와붉은콜로부스 |
|  |                      |
|  | 잔지바르붉은콜로부스 |
|  |                      |

|  | 오스탈렛붉은콜로부스 (동부) |
|  |                             |
|  | 중부아프리카붉은콜로부스    |
|  |                             |
|  | 우간다붉은콜로부스          |
|  |                             |
|  | 타나강붉은콜로부스          |
|  |                             |

|  | 우드중와붉은콜로부스 |
|  |                      |
|  | 잔지바르붉은콜로부스 |
|  |                      |

|  | 프로이스붉은콜로부스 |
|  |                      |
|  | 페넌트콜로부스       |
|  |                      |

|  | 로마미붉은콜로부스          |
|  |                             |
|  | 오스탈렛붉은콜로부스 (서부) |
|  |                             |

|  | 오스탈렛붉은콜로부스 (동부) |
|  |                             |
|  | 중부아프리카붉은콜로부스    |
|  |                             |
|  | 우간다붉은콜로부스          |
|  |                             |
|  | 타나강붉은콜로부스          |
|  |                             |

|  | 우드중와붉은콜로부스 |
|  |                      |
|  | 잔지바르붉은콜로부스 |
|  |                      |

|  | 오스탈렛붉은콜로부스 (동부) |
|  |                             |
|  | 중부아프리카붉은콜로부스    |
|  |                             |
|  | 우간다붉은콜로부스          |
|  |                             |
|  | 타나강붉은콜로부스          |
|  |                             |

|  | 우드중와붉은콜로부스 |
|  |                      |
|  | 잔지바르붉은콜로부스 |
|  |                      |

|  | 프로이스붉은콜로부스 |
|  |                      |
|  | 페넌트콜로부스       |
|  |                      |

|  | 로마미붉은콜로부스          |
|  |                             |
|  | 오스탈렛붉은콜로부스 (서부) |
|  |                             |

|  | 오스탈렛붉은콜로부스 (동부) |
|  |                             |
|  | 중부아프리카붉은콜로부스    |
|  |                             |
|  | 우간다붉은콜로부스          |
|  |                             |
|  | 타나강붉은콜로부스          |
|  |                             |

|  | 우드중와붉은콜로부스 |
|  |                      |
|  | 잔지바르붉은콜로부스 |
|  |                      |

|  | 오스탈렛붉은콜로부스 (동부) |
|  |                             |
|  | 중부아프리카붉은콜로부스    |
|  |                             |
|  | 우간다붉은콜로부스          |
|  |                             |
|  | 타나강붉은콜로부스          |
|  |                             |

|  | 우드중와붉은콜로부스 |
|  |                      |
|  | 잔지바르붉은콜로부스 |
|  |                      |

|  | 프로이스붉은콜로부스 |
|  |                      |
|  | 페넌트콜로부스       |
|  |                      |

|  | 로마미붉은콜로부스          |
|  |                             |
|  | 오스탈렛붉은콜로부스 (서부) |
|  |                             |

|  | 오스탈렛붉은콜로부스 (동부) |
|  |                             |
|  | 중부아프리카붉은콜로부스    |
|  |                             |
|  | 우간다붉은콜로부스          |
|  |                             |
|  | 타나강붉은콜로부스          |
|  |                             |

|  | 우드중와붉은콜로부스 |
|  |                      |
|  | 잔지바르붉은콜로부스 |
|  |                      |

|  | 오스탈렛붉은콜로부스 (동부) |
|  |                             |
|  | 중부아프리카붉은콜로부스    |
|  |                             |
|  | 우간다붉은콜로부스          |
|  |                             |
|  | 타나강붉은콜로부스          |
|  |                             |

|  | 우드중와붉은콜로부스 |
|  |                      |
|  | 잔지바르붉은콜로부스 |
|  |                      |